# Club Deportivo Bilbao
El Club Deportivo Bilbao es un club social con sede en Bilbao, Vizcaya, España. Fue fundado en 1912 fruto de la unión de tres sociedades: la Sociedad Gimnástica Zamacois, la Federación Atlética Vizcaína y la Educación Física.
Actualmente en dicho club se practican varios deportes. Entre ellos podemos encontrar el boxeo, el paddle, gimnasia, natación, waterpolo, entre muchos otros.

## Historia
El 10 de mayo de 1894, un grupo de hombres entusiastas que buscaban un espacio donde practicar deporte, crearon la que inicialmente se llamó Sociedad Gimnástica Zamacois. El líder de este grupo era el gimnasta José Zamacois Bengoa. A finales del siglo XIX esta sociedad ya contaba con más de 300 socios, donde Federico Albizuri fue su primer presidente. La cuota de entrada de la sociedad deportiva se fijó en 25 pesetas y la cuota mensual en cinco pesetas. Cabe destacar que el Athletic Club de Bilbao fue formado en 1898 por varios aficionados al foot-ball del gimnasio Zamacois.
Es el tercer club vigente más antiguo de España por detrás de la Club Gimnàstic de Tarragona (1886) y el Real Club Recreativo de Huelva (1889).[cita requerida]
El 1 de junio de 1912 el Club Deportivo abrió sus puertas en la calle Orueta tras la unión de la Sociedad Gimnástica Zamacois, la Federación Atlética Vizcaína y la Educación Física. A finales del año 1912 el número de socios se acercaba a los 365 socios. El Club encontró su emplazamiento actual el 5 de abril de 1931 cuando se inauguró el nuevo edificio social en la Alameda de Recalde. En 1965 se demolió dicho edificio para pasar a la ejecución de un nuevo proyecto que se inauguró en la Semana Grande de Bilbao de 1968.[cita requerida]
Ha sido impulsor en Bilbao[cita requerida] de varios deportes como la natación, el baloncesto, la esgrima, la halterofilia, la gimnasia, la montaña, el esquí, la Pelota vasca (recuperada en los frontones del Club Deportivo). Y se han desarrollado otras disciplinas no tan conocidas como la caza, la pesca, el ajedrez, el hockey, remo, tenis, rugby, el piragüismo y el waterpolo. Es destacable el uso que se hizo del frontón del club: (Frontón Deportivo), hasta su desmantelamiento en el año 2011.
También se ha caracterizado por su dinamismo y actividad en el ámbito de la cultura y el ocio, como la participación en 1931 del popular Circo Amateur. Por ello ha sido reconocido con premios tan prestigiosos como la Cruz de la Beneficencia con distintivo blanco —concedida por el Ministerio de Trabajo en 1936—,[cita requerida] o la Copa Stadium —concedida por la Delegación Nacional de Deportes en 1946—. La sociedad bilbaína tiene también un marcado reconocimiento a la entidad, a la cual ha pretendido servir durante sus más de cien años de vida[cita requerida], reflejado por ejemplo el día de San Silvestre de 1970 cuando el Club Deportivo recibió la Medalla de Oro del Ayuntamiento de Bilbao.

## Reconocimientos
- Medalla de Oro del Ayuntamiento de Bilbao
- Cruz de la Beneficencia con distintivo blanco
- Copa Stadium
- Trofeo al Mérito Gimnástico
- Placa al Mérito Deportivo
- Mención en el Libro Guinness de los Récords al Circo Amateur del Club Deportivo

## Palmarés

### Waterpolo
- 1 Liga Euskal Herria de waterpolo masculino (2013-14)